# Avanti! (Salónica)
Avanti! (en Ladino e italiano, ¡Adelante!) era un periódico en idioma judeoespañol publicado en Salónica, Imperio Otomano (hoy Grecia) a principios del siglo XX. El periódico circuló desde 1912 hasta el año 1923, con artículos relacionados con la vida de la comunidad judía de Salónica y el desarrollo económico del Imperio Otomano, bajo un enfoque socialista. Era un diario editado por la Federación Socialista de los Trabajadores -de la cual la mayor parte de sus miembros eran judíos de izquierda.